# Виллен, Никлас
Никлас Виллен (швед. Niklas Willén; род. 1961, Стокгольм) — шведский дирижёр.

## Биография
Окончил Королевский музыкальный колледж в Стокгольме. Учился у Йормы Панулы и Челля Ингебретсена. Занимался также композицией под руководством Даниеля Бёрца. Дебютировал за пультом в 1988 году. В 1993—1997 годах дирижировал Северным камерным оркестром из Сундсвалля. В 2002—2006 годах возглавлял Симфонический оркестр Южной Ютландии. В 2009—2011 годах занимал пост генеральмузикдиректора Ростока. C 2010 года — главный дирижёр Оркестра Западногерманского радио. Выступал с многими оркестрами Скандинавии и Германии, а также Великобритании. Осуществил ряд записей для компаний Naxos и BIS. Принял участие в известной серии «Романтический фортепианный концерт» лейбла Hyperion Records (концерты Теодора Куллака и Александра Драйшока с Пирсом Лейном и Шотландским симфоническим оркестром BBC).